# 日本歴史学協会
日本歴史学協会（にほんれきしがくきょうかい）は、1950年に設立された日本の歴史学に関係した学会及び個人研究者を会員として組織された連合組織。通称日歴協。

## 概要
1948年に日本学術会議が設置された当時、日本の歴史学界は分野別（日本史・東洋史・西洋史等）や大学別の学会は存在したものの、学界全体の意思を示すことができる団体が存在しなかったために、歴史学界からの代表選出や日本学術会議と歴史学界との協議を行う際の支障となった。また、国際歴史学会を開催する際の窓口も確立されていなかった。このため、諸学会・研究者間の連絡組織の必要が唱えられた。その後主要な歴史学会代表による協議などを経て、1950年に歴史学の向上発展のために必要な諸学会・研究者間の連絡、歴史学界全体に関わる重要事項の協議、国際交流事業などを行うことを目的として設立されたものである。
会員には個人会員と学会会員が存在する。前者は歴史学に関する研究論文・編著書の公刊実績のある者、修史・研究機関に所属して学術的業績を有する者、修士以上の学位保持者及びこれらに準ずる者を対象として会員2名以上の紹介によって加入申請できる。学会会員は定期的な学術刊行物の発行を行っている歴史学関係の学術研究団体で組織の体裁が確立されているもの（組織名・代表者・連絡先が備わっている）で日本歴史学協会に登録できる。ともに申請・登録後に日本歴史学協会の委員会の審査を経て加入が認められる。1997年7月現在個人会員は約2,400名・学会会員は76団体となっている。個人会員・学会会員は選挙によって、委員会・常任委員会などの執行機関を選出する権限を持っている。
日本歴史学協会は毎年1回の総会及び委員会、特別委員会、学会会員連絡会によって構成されている。委員会は加盟学会の推薦による学会代表及び委員会が推薦する個人よりそれぞれ25名、計50名の委員を推薦し総会の承認を得て選出される。これとは別に総会において監事2名を選出する。更に委員会の委員の中から常任委員25名を選出し、更にその中から正副委員長各1名を選出する。実際の会務は常任委員が中心となって運営している。特別委員会は建国記念日・文化財保護・歴史教育・国際交流などテーマごとに設置されている。